# 石川県道56号七塚宇ノ気線
石川県道56号七塚宇ノ気線（いしかわけんどう56ごう ななつかうのけせん）は、石川県かほく市を通る主要地方道（石川県道）である。

## 概要
本線部は全区間、月浦白尾インターチェンジ連絡道路を構成する地域高規格道路の一部であり、信号機のない完成2車線で整備されている。起点ののと里山海道白尾ICから、白尾ランプ橋をカーブで南から東に向きを変えて進む。その後、白尾トンネルをくぐり、内日角（うちひすみ）高架橋 (887m) を渡り、終点で国道159号（国道249号と重複）と合流する。白尾ランプ橋はのと里山海道の穴水方面と直結する形で整備されているため、内灘方面へは、側道部・白尾インター交差点を経なければ行き来できない。
側道は全区間、片側1車線で整備されている。起点の白尾IC交差点から東へ進む。本線部の白尾ランプ橋や白尾トンネル、内日角高架橋によって上下線が分離されている。高架部が完成する以前、白尾IC交差点から白尾インター口交差点にかけては、登坂車線が設けられていた。

### 路線データ
- 起点：石川県かほく市白尾ム2番12番地（白尾IC・のと里山海道（石川県道60号金沢田鶴浜線）交点）
- 終点：石川県かほく市森子96番1地先（内日角IC・国道159号（国道249号と重複）交点）

## 歴史
- 1982年（昭和57年）10月5日：一般県道として路線認定。
- 1993年（平成5年）5月11日：建設省（現・国土交通省）から、一般県道七塚宇ノ気線が七塚宇ノ気線として主要地方道に指定される[1]。
- 1994年（平成6年）4月1日：石川県が主要地方道昇格に伴い3桁だった整理番号を「56」へ変更。
- 2004年（平成16年）3月20日：高架部（本線部）にあたる白尾西IC - 白尾トンネル - 内日角高架橋 - 内日角ICが開通。
- 2005年（平成17年）12月17日：白尾IC - 白尾ランプ橋 - 白尾西ICが開通。これにより、当県道の高架部（本線部）が全線開通。当県道の本線部の全線開通によって、白尾ICから北陸自動車道金沢森本ICまでの区間が信号機なしの高架道路で直結。

## 路線状況

### 橋梁およびトンネル
- 白尾ランプ橋
- 白尾トンネル 291m
- 内日角高架橋 887m（高架橋では石川県道で最長）

## 地理

### 通過する自治体
- かほく市

### 交差する道路
- のと里山海道（石川県道60号金沢田鶴浜線）白尾IC、石川県道326号金沢羽咋自転車道線（かほく市白尾、起点）
- 石川県道162号高松内灘線（かほく市白尾・白尾インター口交差点） ※側道部で接続
- 国道159号（国道249号 重複）（かほく市内日角・内日角北交差点）※側道部で接続
- 国道159号津幡バイパス（国道249号 重複）（かほく市森・内日角IC、終点）

### インターチェンジ
- 内日角IC（国道159号（国道249号と重複））
- 白尾東IC（石川県道162号高松内灘線）
- 白尾西IC
- 白尾IC（能登有料道路）

### 接続するバイパスの位置関係
（穴水・内灘方面）のと里山海道 - 石川県道56号七塚宇ノ気線 - 国道159号（国道249号と重複）津幡バイパス（金沢方面）